# 47. Kongress der Vereinigten Staaten
Der 47. Kongress der Vereinigten Staaten, bestehend aus dem Repräsentantenhaus und dem Senat, war die Legislative der Vereinigten Staaten. Seine Legislaturperiode dauerte vom 4. März 1881 bis zum 4. März 1883. Alle Abgeordneten des Repräsentantenhauses sowie ein Drittel der Senatoren (Klasse I) waren bei den Kongresswahlen 1880/81 gewählt worden. Dabei ergaben sich in den Kammern unterschiedliche Mehrheiten. Die Republikanische Partei dominierte das Repräsentantenhaus, der Senat war gespalten, wobei anfangs die Demokratische Partei durch mehrere Vakanzen die Mehrheit hatte. Nachdem die Vakanzen gefüllt worden waren, ergab sich eine faktische Mehrheit für die Republikaner, da der Vizepräsident bei Stimmengleichheit entscheidet. Die Präsidenten in jener Zeit waren die Republikaner James A. Garfield und nach dessen Ermordung Chester A. Arthur. Mit dem Aufrücken Arthurs zum Präsidenten endete die Mehrheit der Republikaner im Senat, da vor Verabschiedung des 25. Zusatzartikels 1967 kein Vizepräsident benannt werden konnte, der Senat blieb mit 38 zu 38 gespalten. Die Vereinigten Staaten bestanden damals aus 38 Bundesstaaten. Der Kongress tagte in der amerikanischen Bundeshauptstadt Washington, D.C. Die Sitzverteilung im Repräsentantenhaus basierte auf der Volkszählung von 1870.

## Wichtige Ereignisse
Siehe auch 1881 1882 und 1883
- 2. November 1880 (zum Teil früher oder später): Wahlen zum Repräsentantenhaus und Wahlen zum Senat
- 4. März 1881: Beginn der Legislaturperiode des 47. Kongresses. Gleichzeitig wird der ebenfalls im November 1880 gewählte James A. Garfield in sein neues Amt als US-Präsident eingeführt. Er löst Rutherford B. Hayes ab.
- 2. Juli 1881: Präsident Garfield wird bei einem Attentat verletzt. Später erleidet er eine Infektion, an deren Folgen er am 19. September verstirbt. Dadurch rückt Vizepräsident Chester A. Arthur in das höchste Staatsamt auf.
- 20. Juli 1881: Häuptling Sitting Bull kapituliert in Fort Buford in Montana. Siehe auch Indianerkriege.
- 27. August 1881: Ein Hurrikan in Florida und den beiden Carolina-Staaten fordert etwa 700 Menschenleben.
- 5. September 1881: Ein Flächenbrand in Michigan zerstört etwa 4000 Quadratkilometer Land. Dabei sterben 282 Menschen.
- 2. September 1882: Thomas Alva Edison eröffnet das weltweit erste öffentliche Kraftwerk in Lower Manhattan.
- 5. September 1882: In New York City findet die erste Parade anlässlich des Labor Day statt.
- November 1882: Bei den Kongresswahlen kommt es erneut zu unterschiedlichen Mehrheiten in den beiden Kammern. Allerdings verdrehen sich die bisherigen Mehrheiten. Die Republikaner gewinnen im Senat die Mehrheit, die Demokraten im Repräsentantenhaus.
- 10. Januar 1883: Bei einem Feuer in einem Hotel in Milwaukee sterben 73 Personen.

## Die wichtigsten Gesetze
In den Sitzungsperioden des 47. Kongresses wurden unter anderem folgende Bundesgesetze verabschiedet (siehe auch: Gesetzgebungsverfahren):
- 25. Februar 1882: Apportionment of the 1880 United States Census
- 6. Mai 1882: Chinese Exclusion Act
- 2. August 1882: Rivers and Harbors Act
- 16. Januar 1883: Pendleton Civil Service Reform Act
- 3. März 1883: Tariff of 1883

## Zusammensetzung nach Parteien

### Senat
- Demokratische Partei: 37
- Republikanische Partei: 37
- Sonstige: 2 (stimmten mit den Demokraten)
- Vakant: 0

Gesamt: 76

### Repräsentantenhaus
- Demokratische Partei: 128
- Republikanische Partei: 151
- Sonstige: 14
- Vakant: 0

Gesamt: 293 Stand am Ende der Legislaturperiode
Außerdem gab es noch acht nicht stimmberechtigte Kongressdelegierte.

## Amtsträger

### Senat
- Präsident des Senats: Chester A. Arthur (R) bis zum 19. September 1881. Danach war das Amt vakant.
- Präsident pro tempore: Thomas F. Bayard (D) bis 13. Oktober 1881, danach David Davis (Unabhängiger)

### Repräsentantenhaus
- Sprecher des Repräsentantenhauses: J. Warren Keifer (R)

## Senatsmitglieder
Im 47. Kongress vertraten folgende Senatoren ihre jeweiligen Bundesstaaten:
| Alabama - 2. John Tyler Morgan (D) - 3. James L. Pugh (D) Arkansas - 2. Augustus Hill Garland (D) - 3. James D. Walker (D) Kalifornien - 1. John Franklin Miller (R) - 3. James T. Farley (D) Colorado - 2. Henry Moore Teller (R) bis zum 17. April 1882 - George M. Chilcott (R) Vom 17. April 1882 bis zum 27. Januar 1883 - Horace Tabor (R) ab dem 27. Januar 1883 - 3. Nathaniel P. Hill (R) Connecticut - 1. Joseph Roswell Hawley (R) - 3. Orville H. Platt (R) Delaware - 1. Thomas F. Bayard (D) - 2. Eli M. Saulsbury (D) Florida - 1. Charles W. Jones (D) - 3. Wilkinson Call (D) Georgia - 2. Benjamin Harvey Hill (D) bis zum 16. August 1882 - Middleton P. Barrow (D) ab dem 15. November 1882 - 3. Joseph E. Brown (D) Illinois - 2. David Davis (Unabhängiger) - 3. John A. Logan (R) Indiana - 1. Benjamin Harrison (R) - 3. Daniel W. Voorhees (D) Iowa - 2. Samuel J. Kirkwood (R) bis zum 7. März 1881 - James W. McDill (R) ab dem 8. März 1881 - 3. William B. Allison (R) Kansas - 2. Preston B. Plumb (R) - 3. John James Ingalls (R) Kentucky - 2. James B. Beck (D) - 3. John Stuart Williams (D) Louisiana - 2. William P. Kellogg (R) - 3. Benjamin F. Jonas (D) Maine - 1. Eugene Hale (R) - 2. James G. Blaine (R) bis zum 5. März 1881 - William P. Frye (R) ab dem 15. März 1881 Maryland - 1. Arthur Pue Gorman (D) - 3. James Black Groome (D) Massachusetts - 1. Henry L. Dawes (R) - 2. George Frisbie Hoar (R) Michigan - 1. Omar D. Conger (R) - 2. Thomas W. Ferry (R) Minnesota - 1. Samuel McMillan (R) - 2. William Windom (R) bis zum 7. März 1881 - Alonzo J. Edgerton (R) vom 12. März bis zum 30. Oktober 1881 - William Windom (R) ab dem 15. November 1881 | Mississippi - 1. James Z. George (D) - 2. Lucius Lamar (D) Missouri - 1. Francis Cockrell (D) - 3. George Graham Vest (D) Nebraska - 1. Charles Van Wyck (R) - 2. Alvin Saunders (R) Nevada - 1. James Graham Fair (D) - 3. John P. Jones (R) New Hampshire - 2. Edward H. Rollins (R) - 3. Henry W. Blair (R) New Jersey - 1. William Joyce Sewell (R) - 2. John R. McPherson (D) New York - 1. Thomas C. Platt (R) bis zum 16. Mai 1881 - Warner Miller (R) ab dem 27. Juli 1881 - 3. Roscoe Conkling (R) bis zum 16. Mai 1881 - Elbridge G. Lapham (R) ab dem 11. Oktober 1881 North Carolina - 2. Matt Whitaker Ransom (D) - 3. Zebulon Baird Vance (D) Ohio - 1. John Sherman (R) - 3. George H. Pendleton (D) Oregon - 2. La Fayette Grover (D) - 3. James H. Slater (D) Pennsylvania - 1. John I. Mitchell (R) - 3. James Donald Cameron (R) Rhode Island - 1. Ambrose Burnside (R) bis zum 13. September 1881 - Nelson W. Aldrich (R) ab dem 5. Oktober 1881 - 2. Henry B. Anthony (R) South Carolina - 2. Matthew Butler (D) - 3. Wade Hampton III. (D) Tennessee - 1. Howell Edmunds Jackson (D) - 2. Isham G. Harris (D) Texas - 1. Samuel B. Maxey (D) - 2. Richard Coke (D) Vermont - 1. George F. Edmunds (R) - 3. Justin Smith Morrill (R) Virginia - 1. William Mahone (Readjuster Party) - 2. John W. Johnston (D) West Virginia - 1. Johnson N. Camden (D) - 2. Henry G. Davis (D) Wisconsin - 1. Philetus Sawyer (R) - 3. Angus Cameron (R) ab dem 14. März 1881 |

## Mitglieder des Repräsentantenhauses
Folgende Kongressabgeordnete vertraten im 47. Kongress die Interessen ihrer jeweiligen Bundesstaaten:
| Alabama 8 Wahlbezirke - 1. Thomas H. Herndon (D) - 2. Hilary A. Herbert (D) - 3. William C. Oates (D) - 4. Charles M. Shelley (D) mit einer Unterbrechung zwischen dem 20. Juli und dem 7. Nov. 1882 - 5. Thomas Williams (D) - 6. Goldsmith W. Hewitt (D) - 7. William Henry Forney (D) - 8. Joseph Wheeler (D) bis zum 3. Juni 1882 - William M. Lowe (Greenback Party) vom 3. Jun bis zum 12. Oktober 1882 - Joseph Wheeler (D) ab dem 15. Januar 1883 Arkansas 4 Wahlbezirke - 1. Poindexter Dunn (D) - 2. James Kimbrough Jones (D) - 3. Jordan E. Cravens (D) - 4. Thomas M. Gunter (D) Kalifornien 4 Wahlbezirke - 1. William Starke Rosecrans (D) - 2. Horace F. Page (R) - 3. Campbell Polson Berry (D) - 4. Romualdo Pacheco (R) Colorado Staatsweite Wahl - James B. Belford (R) Connecticut 4 Wahlbezirke - 1. John R. Buck (R) - 2. James Phelps (D) - 3. John T. Wait (R) - 4. Frederick Miles (R) Delaware Staatsweite Wahl - Edward L. Martin (D) Florida Zwei Wahlbezirke - 1. Robert H. M. Davidson (D) - 2. Jesse Johnson Finley (D) bis zum 1. Juni 1882 - Horatio Bisbee (R) ab dem 1. Juni 1882 Georgia 9 Wahlbezirke - 1. George Robison Black (D) - 2. Henry Gray Turner (D) - 3. Philip Cook (D) - 4. Hugh Buchanan (D) - 5. Nathaniel Job Hammond (D) - 6. James Henderson Blount (D) - 7. Judson C. Clements (D) - 8. Alexander H. Stephens (D) bis zum 4. November 1882 - Seaborn Reese (D) ab dem 4. Dezember 1882 - 9. Emory Speer (Unabhängiger Demokrat) Illinois 19 Wahlbezirke - 1. William Aldrich (R) - 2. George R. Davis (R) - 3. Charles B. Farwell (R) - 4. John C. Sherwin (R) - 5. Robert M. A. Hawk (R) bis zum 29. Juni 1882 - Robert R. Hitt (R) ab dem 4. Dezember 1882 - 6. Thomas J. Henderson (R) - 7. William Cullen (R) - 8. Lewis E. Payson (R) - 9. John H. Lewis (R) - 10. Benjamin F. Marsh (R) - 11. James W. Singleton (D) - 12. William McKendree Springer (D) - 13. Dietrich C. Smith (R) - 14. Joseph Gurney Cannon (R) - 15. Samuel W. Moulton (D) - 16. William A. J. Sparks (D) - 17. William Ralls Morrison (D) - 18. John R. Thomas (R) - 19. Richard W. Townshend (D) Indiana 13 Wahlbezirke - 1. William Heilman (R) - 2. Thomas R. Cobb (D) - 3. Strother M. Stockslager (D) - 4. William S. Holman (D) - 5. Courtland C. Matson (D) - 6. Thomas M. Browne (R) - 7. Stanton J. Peelle (R) - 8. Robert B. F. Peirce (R) - 9. Godlove Stein Orth (R) bis zum 16. Dezember 1882 - Charles T. Doxey (R) ab dem 17. Januar 1883 - 10. Mark L. De Motte (R) - 11. George Washington Steele (R) - 12. Walpole G. Colerick (D) - 13. William H. Calkins (R) Iowa 9 Wahlbezirke - 1. Moses A. McCoid (R) - 2. Sewall S. Farwell (R) - 3. Thomas Updegraff (R) - 4. Nathaniel Cobb Deering (R) - 5. William George Thompson (R) - 6. Marsena E. Cutts (R) bis zum 3. März 1883 - John C. Cook (D) ab dem 3. März 1883 - 7. John A. Kasson (R) - 8. William Peters Hepburn (R) - 9. Cyrus C. Carpenter (R) Kansas 3 Wahlbezirke - 1. John Alexander Anderson (R) - 2. Dudley C. Haskell (R) - 3. Thomas Ryan (R) Kentucky 10 Wahlbezirke - 1. Oscar Turner (D) - 2. James A. McKenzie (D) - 3. John W. Caldwell (D) - 4. J. Proctor Knott (D) - 5. Albert S. Willis (D) - 6. John Griffin Carlisle (D) - 7. Joseph Blackburn (D) - 8. Philip B. Thompson (D) - 9. John D. White (R) - 10. Elijah Phister (D) Louisiana 6 Wahlbezirke - 1. Randall L. Gibson (D) - 2. E. John Ellis (D) - 3. Chester Bidwell Darrall (R) - 4. Newton C. Blanchard (D) - 5. J. Floyd King (D) - 6. Edward White Robertson (D) Maine 5 Wahlbezirke - 1. Thomas Brackett Reed (R) - 2. William P. Frye (R) bis zum 18. März 1881 - Nelson Dingley (R) ab dem 12. September 1881 - 3. Stephen Lindsey (R) - 4. George W. Ladd (Greenback Party) - 5. Thompson H. Murch (Greenback Party) Maryland 6 Wahlbezirke. - 1. George Washington Covington (D) - 2. Joshua Talbott (D) - 3. Fetter Schrier Hoblitzell (D) - 4. Robert Milligan McLane (D) - 5. Andrew Grant Chapman (D) - 6. Milton Urner (R) Massachusetts 11 Wahlbezirke - 1. William W. Crapo (R) - 2. Benjamin W. Harris (R) - 3. Ambrose Ranney (R) - 4. Leopold Morse (D) - 5. Selwyn Z. Bowman (R) - 6. Eben F. Stone (R) - 7. William A. Russell (R) - 8. John W. Candler (R) - 9. William W. Rice (R) - 10. Amasa Norcross (R) - 11. George D. Robinson (R) Michigan 9 Wahlbezirke - 1. Henry W. Lord (R) - 2. Edwin Willits (R) - 3. Edward S. Lacey (R) - 4. Julius C. Burrows (R) - 5. George W. Webber (R) - 6. Oliver L. Spaulding (R) - 7. John Tyler Rich (R) ab dem 5. April 1881 - 8. Roswell G. Horr (R) - 9. Jay Abel Hubbell (R) Minnesota 3. Wahlbezirke - 1. Mark H. Dunnell (R) - 2. Horace B. Strait (R) - 3. William D. Washburn (R) Mississippi 6 Wahlbezirke - 1. Henry L. Muldrow (D) - 2. Van H. Manning (D) - 3. Hernando Money (D) - 4. Otho R. Singleton (D) - 5. Charles E. Hooker (D) - 6. James Ronald Chalmers (D) bis zum 29. April 1882 - John R. Lynch (R) ab dem 29. April 1882 Missouri 13 Wahlbezirke - 1. Martin L. Clardy (D) - 2. Thomas Allen (D) bis zum 8. April 1882 - James Henry McLean (R) ab dem 15. Dezember 1882 - 3. Richard Graham Frost (D) bis zum 2. März 1883 - Gustavus Sessinghaus (R) ab dem 2. März 1883 - 4. Lowndes Henry Davis (D) - 5. Richard P. Bland (D) - 6. Ira Sherwin Hazeltine (Greenback Party) - 7. Theron Moses Rice (Greenback Party) - 8. Robert T. Van Horn (R) - 9. Nicholas Ford (Greenback Party) - 10. Joseph Henry Burrows (Greenback Party) - 11. John Bullock Clark (D) - 12. William H. Hatch (D) - 13. Aylett Hawes Buckner (D) | Nebraska Staatsweite Wahl - Edward K. Valentine (R) Nevada Staatsweite Wahl - George Williams Cassidy (D) New Hampshire 3 Wahlbezirke - 1. Joshua G. Hall (R) - 2. James F. Briggs (R) - 3. Ossian Ray (R) New Jersey 7 Wahlbezirke - 1. George M. Robeson (R) - 2. J. Hart Brewer (R) - 3. Miles Ross (D) - 4. Henry S. Harris (D) - 5. John Hill (R) - 6. Phineas Jones (R) - 7. Augustus Albert Hardenbergh (D) New York 33 Wahlbezirke - 1. Perry Belmont (D) - 2. William Erigena Robinson (D) - 3. J. Hyatt Smith (Unabhängiger) - 4. Archibald Meserole Bliss (D) - 5. Benjamin Wood (D) - 6. Samuel S. Cox (D) - 7. P. Henry Dugro (D) - 8. Anson G. McCook (R) - 9. John Hardy (D) ab dem 5. Dezember 1881 - 10. Abram Hewitt (D) - 11. Levi P. Morton (R) bis zum 21. März 1881 - Roswell P. Flower (D) ab dem 8. November 1881 - 12. Waldo Hutchins (D) ab dem 4. November 1879 - 13. John H. Ketcham (R) - 14. Lewis Beach (D) - 15. Thomas Cornell (R) - 16. Michael N. Nolan (D) - 17. Walter A. Wood (R) - 18. John Hammond (R) - 19. Abraham X. Parker (R) - 20. George West (R) - 21. Ferris Jacobs (R) - 22. Warner Miller (R) bis zum 26. Juli 1881 - Charles R. Skinner (R) ab dem 18. November 1881 - 23. Cyrus D. Prescott (R) - 24. Joseph Mason (R) - 25. Frank Hiscock (R) - 26. John H. Camp (R) - 27. Elbridge G. Lapham (R) bis zum 2. August 1881 - James Wolcott Wadsworth (R) ab dem 8. November 1881 - 28. Jeremiah W. Dwight (R) - 29. David P. Richardson (R) - 30. John Van Voorhis (R) - 31. Richard Crowley (R) - 32. Jonathan Scoville (D) - 33. Henry Van Aernam (R) North Carolina 8 Wahlbezirke - 1. Louis C. Latham (D) - 2. Orlando Hubbs (R) - 3. John Williams Shackelford (D) bis zum 18. Januar 1883 - 4. William Ruffin Cox (D) - 5. Alfred Moore Scales (D) - 6. Clement Dowd (D) - 7. Robert Franklin Armfield (D) - 8. Robert B. Vance (D) Ohio 20 Wahlbezirke - 1. Benjamin Butterworth (R) - 2. Thomas L. Young (R) - 3. Henry Lee Morey (R) - 4. Emanuel Shultz (R) - 5. Benjamin Le Fevre (D) - 6. James M. Ritchie (R) - 7. John P. Leedom (D) - 8. J. Warren Keifer (R) - 9. James Sidney Robinson (R) - 10. John B. Rice (R) - 11. Henry S. Neal (R) - 12. George L. Converse (D) - 13. Gibson Atherton (D) - 14. George W. Geddes (D) - 15. Rufus R. Dawes (R) - 16. Jonathan T. Updegraff (R) bis zum 30. November 1882 - Joseph D. Taylor (R) ab dem 2. Januar 1883 - 17. William McKinley (R) - 18. Addison S. McClure (R) - 18. Jonathan T. Updegraff (R) - 19. Ezra B. Taylor (R) - 20. Amos Townsend (R) Oregon Staatsweite Wahl - Melvin Clark George (R) Pennsylvania 27 Wahlbezirke. - 1. Henry H. Bingham (R) - 2. Charles O’Neill (R) - 3. Samuel J. Randall (D) - 4. William D. Kelley (R) - 5. Alfred C. Harmer (R) - 6. William Ward (R) - 7. William Godshalk (R) - 8. Daniel Ermentrout (D) - 9. Abraham Herr Smith (R) - 10. William Mutchler (D) - 11. Robert Klotz (D) - 12. Joseph A. Scranton (R) - 13. Charles N. Brumm (Greenback Party) - 14. Samuel Fleming Barr (R) - 15. Cornelius Comegys Jadwin (R) - 16. Robert Walker (R) - 17. Jacob Miller Campbell (R) - 18. Horatio Gates Fisher (R) - 19. Frank Eckels Beltzhoover (D) - 20. Andrew Gregg Curtin (D) - 21. Morgan Ringland Wise (D) - 22. Russell Errett (R) - 23. Thomas McKee Bayne (R) - 24. William Shadrack Shallenberger (R) - 25. James Mosgrove (Greenback Party) - 26. Samuel Henry Miller (R) - 27. Lewis Findlay Watson (R) Rhode Island 2 Wahlbezirke - 1. Nelson W. Aldrich (R) bis zum 5. Oktober 1881 - Henry J. Spooner (R) ab dem 5. Dezember 1881 - 2. Jonathan Chace (R) South Carolina 5 Wahlbezirke. - 1. John S. Richardson (D) - 2. Michael P. O’Connor (D) bis zum 26. April 1881 - Samuel Dibble (D) vom 9. Juni 1881 bis zum 31. Mai 1882 - Edmund Mackey (Unabhängiger) ab dem 31. Mai 1882 - 3. D. Wyatt Aiken (D) - 4. John H. Evins (D) - 5. George D. Tillman (D) bis zum 19. Juni 1882 - Robert Smalls (R) ab dem 19. Juli 1882 Tennessee 10 Wahlbezirke - 1. Augustus Herman Pettibone (R) - 2. Leonidas C. Houk (R) - 3. George Gibbs Dibrell (D) - 4. Benton McMillin (D) - 5. Richard Warner (D) - 6. John Ford House (D) - 7. Washington C. Whitthorne (D) - 8. John Atkins (D) - 9. Charles Bryson Simonton (D) - 10. William Robert Moore (R) Texas 6 Wahlbezirke. - 1. John Henninger Reagan (D) - 2. David B. Culberson (D) - 3. Olin Wellborn (D) - 4. Roger Q. Mills (D) - 5. George W. Jones (Greenback Party) - 6. Christopher C. Upson (D) Vermont 3 Wahlbezirke - 1. Charles Herbert Joyce (R) - 2. James Manning Tyler (R) - 3. William W. Grout (R) Virginia 9 Wahlbezirke - 1. George Tankard Garrison (D) - 2. John F. Dezendorf (R) - 3. George D. Wise (D) - 4. Joseph Jorgensen (R) - 5. George Cabell (D) - 6. John Tucker (D) - 7. John Paul (D) - 8. John S. Barbour (D) - 9. Abram Fulkerson (D) West Virginia 3 Wahlbezirke - 1. Benjamin Wilson (D) - 2. John B. Hoge (D) - 3. John E. Kenna (D) Wisconsin 8 Wahlbezirke - 1. Charles G. Williams (R) - 2. Lucien B. Caswell (R) - 3. George Cochrane Hazelton (R) - 4. Peter V. Deuster (D) - 5. Edward S. Bragg (D) - 6. Richard W. Guenther (R) - 7. Herman L. Humphrey (R) - 8. Thaddeus C. Pound (R) |

Nicht stimmberechtigte Mitglieder im Repräsentantenhaus:
- Arizona-Territorium: Granville Henderson Oury (D)
- Dakota-Territorium: Richard F. Pettigrew (R)
- Idaho-Territorium: George Ainslie (D)
- Montana-Territorium: Martin Maginnis (D)
- New-Mexico-Territorium: Tranquilino Luna (R)
- Utah-Territorium: John Thomas Caine (D)
- Washington-Territorium: Thomas Hurley Brents (R)
- Wyoming-Territorium: Morton Everel Post (D)